# 1963 en sport automobile
Chronologie du Sport automobile
1962 en sport automobile - 1963 en sport automobile - 1964 en sport automobile

## Les faits marquants de l'année1963enSport automobile
- Joe Weatherly remporte le championnat de la série NASCAR avec un montant total de $58,110 (USD).

## Par mois

### Mai
- 26 mai (Formule 1) : Grand Prix automobile de Monaco.
- 30 mai : 500 miles d'Indianapolis

### Juin
- 9 juin (Formule 1) : Grand Prix automobile de Belgique.
- 15 juin : départ de la trente et unième édition des 24 Heures du Mans.
- 16 juin : victoire de Lorenzo Bandini et Ludovico Scarfiotti aux 24 Heures du Mans.
- 23 juin (Formule 1) : Grand Prix automobile des Pays-Bas.
- 30 juin (Formule 1) : Grand Prix automobile de France.

### Juillet
- 20 juillet (Formule 1) : Grand Prix de Grande-Bretagne.

### Août
- 4 août (Formule 1) : Grand Prix automobile d'Allemagne.

### Septembre
- 5 septembre : à Bonneville Salt Flats, Craig Breedlove établit un nouveau record de vitesse terrestre : 657,114 km/h.
- 8 septembre (Formule 1) : à l'issue de sa victoire - la 8e de sa carrière - lors du GP d'Italie, septième épreuve de la saison, Jim Clark remporte le Championnat du monde de Formule 1 au volant d'une Lotus-Climax.

### Octobre
- 6 octobre (Formule 1) : Grand Prix automobile des États-Unis.

### Novembre
- 3 novembre (Formule 1) : Grand Prix automobile du Mexique.

### Décembre
- 28 décembre (Formule 1) : Grand Prix automobile d'Afrique du Sud.

## Naissances
- 1er janvier : Jean-Marc Gounon, pilote automobile français.
- 28 janvier : Luca Cappellari, pilote automobile italien.
- 10 février : Didier Artzet, pilote automobile français.
- 12 mars : John Andretti, pilote automobile américain.
- 16 mars : Jesús Puras, pilote de rallye espagnol.
- 2 avril : Fabrizio Barbazza, pilote automobile italien.
- 20 avril : Mauricio Gugelmin, pilote automobile brésilien, ayant disputé 74 Grands Prix de Formule 1 de 1988 à 1992.
- 21 avril : Jens Petersen, pilote automobile allemand.
- 12 mai : Stefano Modena, pilote automobile italien, ayant disputé 70 Grands Prix de Formule 1 de 1987 à 1992.
- 24 mai : 
  - Gerd Körber, pilote de course allemand.
  - Ivan Capelli, pilote automobile italien, ayant disputé 93 Grands Prix de Formule 1 de 1985 à 1993.
- 31 mai : Claudio De Cecco, pilote de rallye italien.
- 3 juillet : Markus Oestreich, pilote automobile allemand
- 12 août : Patricia Bertapelle, pilote automobile française.

- 1er octobre : Jean-Denis Delétraz, pilote automobile suisse.
- 23 novembre : Carole Vergnaud, pilote automobile française de rallye.
- 25 décembre : Constantin "Titi" Aur, pilote de rallye roumain.
- 28 décembre : David Empringham, pilote automobile canadien.

## Décès
- 9 mars : Jorge Daponte, pilote automobile argentin, (° 5 juin 1923).